# Ranunculus peltatus
Ranunculus peltatus là một loài thực vật có hoa trong họ Mao lương. Loài này được Schrank miêu tả khoa học đầu tiên năm 1789.

## Hình ảnh

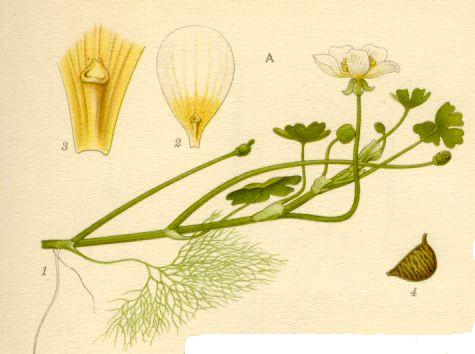
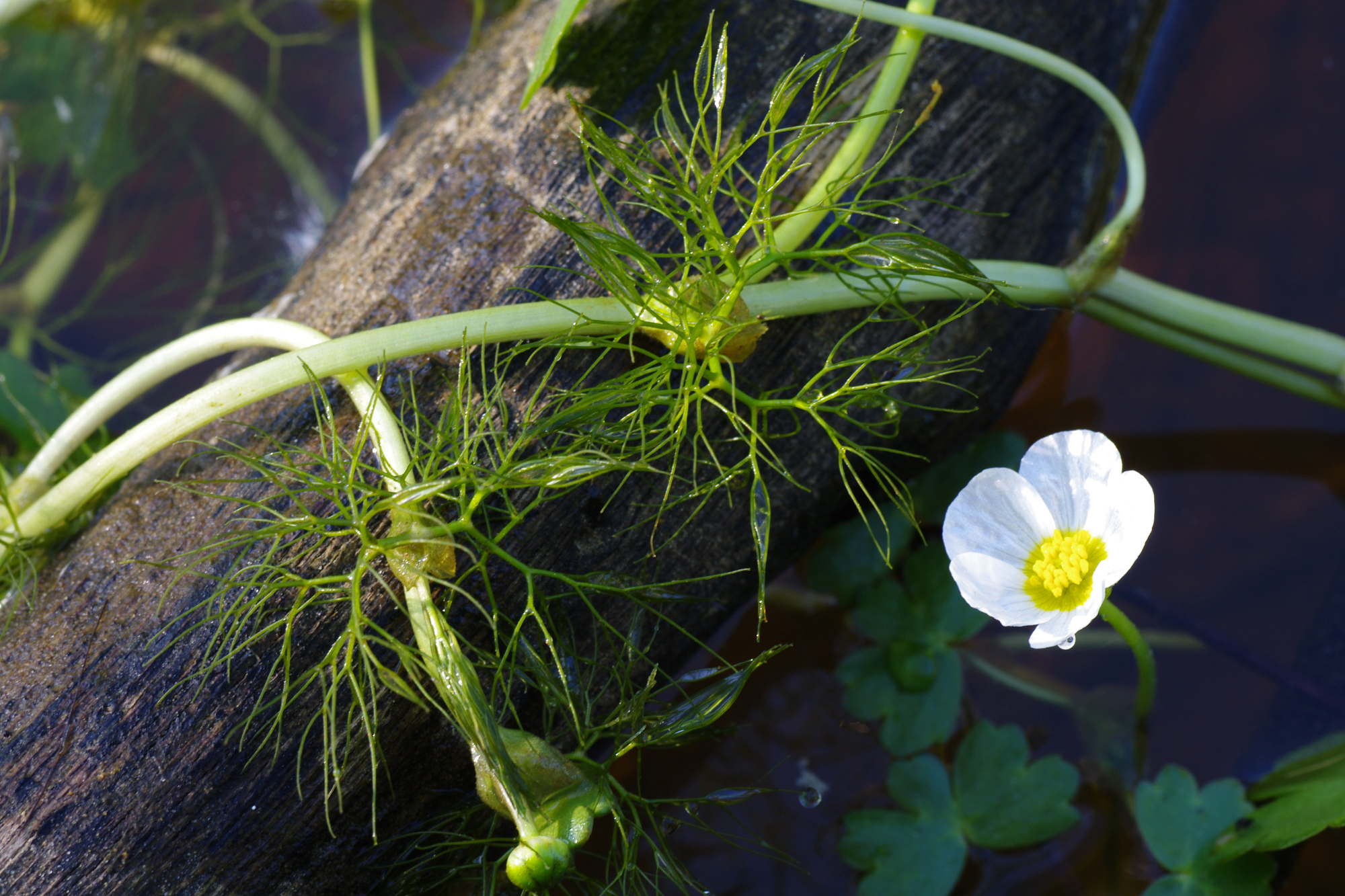
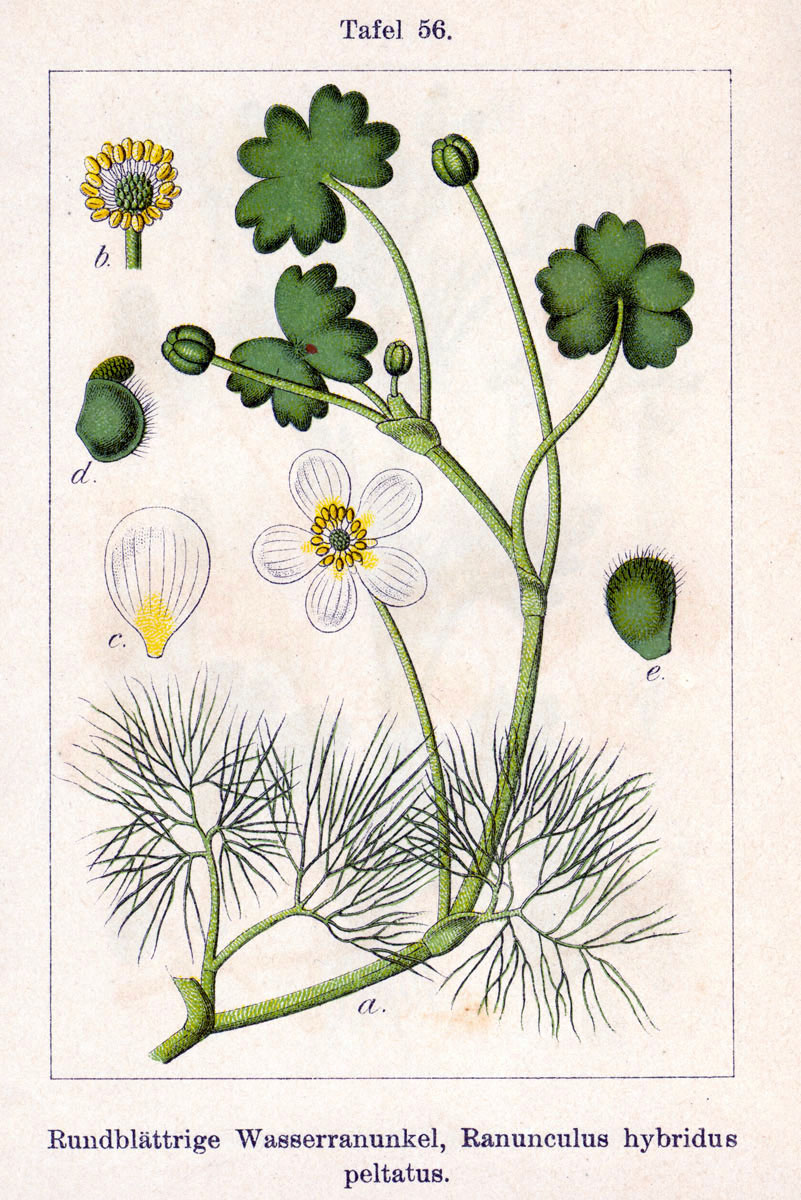
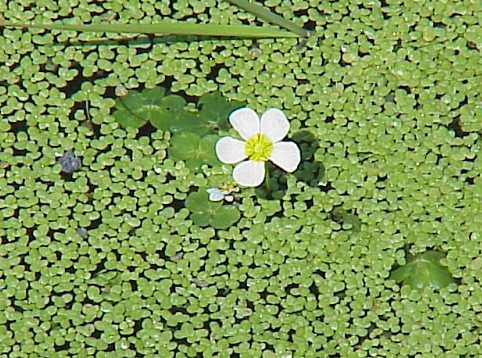